# 던더 미플린
던더 미플린 페이퍼 컴퍼니 주식회사(Dunder Mifflin Paper Company Inc.)는 미국의 텔레비전 시트콤 《오피스》의 주요 배경으로 등장하는 가상의 회사이다. 2009년까지는 뉴욕 증권 거래소에 상장(티커심볼 DMI) 되었으나, 2010년 초 플로리다주 탤러해시에 본사를 둔 가상의 종합가전회사 세이버(Sabre)에 매각되었다. 매각 이후의 사명은 'Dunder Mifflin Paper Company Inc. - A Division of Sabre'이며 보통은 줄여서 던더 미플린 세이버로 부른다. 후에 미국의 금융위기에 맞물려 전 CEO였던 데이비드 월리스가 'Suck It'라는 이름의 자신의 교육용 장난감 특허권을 미국 국방성에 팔고 지분을 세이버로부터 인수해 CEO가 된다.
던더 미플린은 극중에서 '소규모 사업장 고객을 위주로 서비스를 가장 중요시하는 지역의 작은 종이 및 사무용품 공급업체'로 설정되어있다. 이는 오피스 원작에 등장한 '워넘 호그 페이퍼 컴퍼니(Wernham Hogg Paper Company)'나 캐나다 및 프랑스판으로 개작된 여타 오피스 속 등장 회사들의 설정과 유사하다.
극중 대부분의 배경이 되는 사무실은 던더 미플린의 스크랜턴 지점인데, 실제로 펜실베이니아주에 위치한 스크랜턴 시내에는 던더 미플린의 로고가 인쇄된 깃발들이 흔히 눈에 띈다. 또한 오피스가 여러나라에서 개작 또는 방영되는 등 세계적으로 유명세를 타게 되면서 던더 미플린은 자연스럽게 스크랜턴 시의 상징이 되어갔다. 아일랜드의 수상 버티 어헌은 2008년 성 파트리치오의 날에 딕슨 시티 교외에서 가진 연설에서 스크랜턴 시의 이미지를 던더 미플린과 동일시하는 연설을 하기도 했다.
오피스가 인기를 끌면서 두 개의 웹사이트가 새로 생겼다. NBC는 자사의 유니버설 스토어 웹사이트에 던더 미플린 로고가 박힌 다양한 프렌차이즈 상품들을 팔고 있다.